# Parafia Trójcy Przenajświętszej w Starych Juchach
Parafia Trójcy Przenajświętszej w Starych Juchach – parafia rzymskokatolicka należąca do dekanatu Świętej Rodziny w Ełku. Erygował ją biskup warmiński Mikołaj Tungen 25 czerwca 1487. W 1962 została reaktywowana przez biskupa warmińskiego Tomasza Wilczyńskiego.
Oprócz kościoła parafialnego na terenie parafii znajdują się kaplice filialne pw. św. Judy Tadeusza w Gorłówku i pw. Przemienienia Pańskiego w Szczecinowie.

## Proboszczowie
- 1962–2005 – ks. Edward Burczyk
- 1 lipca 2005 – 18 czerwca 2016 – ks. Jan Adaszczyk
- od 18 czerwca 2016 – ks. Stanisław Włodarczyk